# Église de l'Assomption de Valenton
L'église de l'Assomption est une église paroissiale située dans la commune de Valenton,. Son adresse est le no 18, rue du Colonel-Fabien.

## Historique
Les premiers éléments architecturaux datent du XIIIe siècle, fruits probables d'une reconstruction. On date un remaniement du chœur entre 1779 et 1781.

### Article lié
- Chapelle Sainte-Thérèse de Valenton